# حمیده
حمیده از اسیران مغربی و فرزند صاعد بربری می‌باشد که در مدینه به عنوان کنیز وارد خانه امام محمد باقر شد و سپس به همسری پسرش، امام جعفر صادق درآمد.
همچنین گفته می‌شود که به دنبال مرگ فاطمه، همسر اول امام صادق، که دو پسر به نامهای اسماعیل بن جعفر (امام ششم فرقهٔ اسماعیلی) و عبدالله افطح برایش به دنیا آورده بود، امام صادق برده‌ای به نام حمیده خاتون خریداری کرده، او را آزاد کرد و به مانند یک عالم دینی او را تربیت کرده سپس با او ازدواج کرد. حمیده برایش دو پسر به نامهای موسی کاظم (امام هفتم شیعیان دوازده امامی) و محمد دیباج که فرزندان او در اهواز هستند و قبیله های عچرش و دغاغله و آ لبوزهر و.... به دنیا آورد. حمیده مورد احترام شیعیان مخصوصاً زنانی است که او را به خاطر درایت و دانایی اش می ستایند. امام جعفر صادق عادت داشت تا زنان را به حضورش فرستاده تا عقاید اسلامی را از او یاد بگیرند.
همچنین روایت شده که امام صادق در مورد حمیده گفت: «حمیده همچون طلای ناب بود که در کوره رفته و از ناخالصی‌ها پیراسته شده باشد. فرشتگان الهی همیشه از او محافظت می‌کردند تا به دست من رسید، تا کرامتی الهی بر من و مادری برای امام پس از من باشد.»
برخی مورخان حمیده را اندلسی و ملقب به لوءلوء دانسته‌اند. حمیده را حمیده بربریه، حمیده المضاه و حمیده الاندسیه نیز گفته‌اند. او غیر از موسی کاظم، مادر اسحاق و فاطمه نیز بوده است.